# Naked arms/SWORD SUMMIT
「Naked arms/SWORD SUMMIT」（ネイキッド・アームス/ソード・サミット）は、2010年8月11日にリリースされたT.M.Revolutionの23枚目のシングル。発売元はエピックレコード。

## 概要
- 22ndシングル「resonance」以来2年ぶりのシングル。14thシングル「魔弾 〜Der Freischütz〜/LOVE SAVER」以来10年ぶりに両A面シングルとして発売された。累計売上は9.9万枚（オリコン調べ）[1]。
- 「Naked arms」はPS3/Wii用ゲームソフト『戦国BASARA3』オープニングテーマ、「SWORD SUMMIT」は毎日放送・TBS系アニメ『戦国BASARA弐』オープニングテーマに使用された。
- 通常盤は「Naked arms -English ver.-」が収録されており、ゲームソフト『戦国BASARA3 (海外版)/Sengoku Basara: Samurai Heroes』オープニングテーマに使用された。

## パッケージ
- 2種類の初回限定盤と通常盤[2]の3形態で発売。
- 初回限定盤は、ゲーム盤[3]とアニメ盤[4]の2タイプ。
- ゲーム盤には『戦国BASARA3』描き下ろしワイドキャップステッカーとT.M.R. ×「戦国BASARA3」スペシャルコラボレーションカード（ゲーム盤全3種類のうち1枚をランダム封入）が封入され「イナズマロック フェス 2009」のライブ映像などが収録されたDVDが付属。
- アニメ盤には『戦国BASARA弐』描き下ろしワイドキャップステッカーとT.M.R. ×「戦国BASARA弐」スペシャルコラボレーションカード（アニメ盤全3種類のうち1枚をランダム封入）」が封入され、「イナズマロック フェス 2009」のライブ映像などが収録されたDVDが付属。
- DVDの収録曲もそれぞれ異なる。

## 収録曲

### 通常盤
作詞：井上秋緒（特記以外）全作曲・編曲：浅倉大介
1. Naked arms
  - 出版社：ソニー・ミュージックパブリッシング
2. SWORD SUMMIT
  - 出版社：ソニー・ミュージックパブリッシング
3. Naked arms -English ver.-
  - 訳詞：JJ
  - 出版社：ソニー・ミュージックパブリッシング

### 初回生産限定盤 (ゲーム盤)

#### CD
1. Naked arms
2. SWORD SUMMIT

#### DVD
1. 「イナズマロック フェス 2009」LIVE映像A
  1. vestige -ヴェスティージ-
  2. Naked arms
  3. ignited -イグナイテッド-
2. ゲーム『戦国BASARA3』オープニングムービー

### 初回生産限定盤 (アニメ盤)

#### CD
1. Naked arms
2. SWORD SUMMIT

#### DVD
1. 「イナズマロック フェス 2009」LIVE映像B
  1. resonance
  2. HIGH PRESSURE 〜 HOT LIMIT
  3. 魔弾 〜Der Freischütz〜
2. アニメ『戦国BASARA弐』スペシャルプロモーションムービー

## 収録アルバム
- CLOUD NINE（#1、#2）
- 宴 -UTAGE-（#1、#2、#3）
- GEISHA BOY -ANIME SONG EXPERIENCE-（#2）

| 頭サビ | 頭サビ      | → | 1A・1B | 1A・1B      | → | 1サビ | 1サビ       | → | 2A・2B | 2A・2B      |
|        | ト短調 (Gm) | → |        | ハ短調 (Cm) | → |       | ト短調 (Gm) | → |        | ハ短調 (Cm) |

| 2サビ | 2サビ       | → | 間奏 | 間奏        | → | 大サビ | 大サビ      | → | 後奏 | 後奏        |
|       | ト短調 (Gm) | → |      | ハ短調 (Cm) | → |        | ト短調 (Gm) | → |      | ハ短調 (Cm) |

| 頭B'メロ | 頭B'メロ    | → | 頭サビ | 頭サビ         | → | 1Aメロ・1Bメロ | 1Aメロ・1Bメロ | → | 1サビ | 1サビ          |
|          | ホ短調 (Em) | → |        | 嬰ハ短調 (C♯m) | → |                | ホ短調 (Em)    | → |       | 嬰ハ短調 (C♯m) |

| 2Aメロ・2Bメロ | 2Aメロ・2Bメロ | → | 2サビ・間奏A | 2サビ・間奏A   | → | 間奏B・3B'メロ | 間奏B・3B'メロ | → | 3サビ | 3サビ          |
|                | ホ短調 (Em)    | → |              | 嬰ハ短調 (C♯m) | → |                | ホ短調 (Em)    | → |       | 嬰ハ短調 (C♯m) |